# Aménagement d'intérieur
Pour les articles homonymes, voir Aménagement.
L'aménagement intérieur ou décoration intérieure est une discipline visant à la disposition des espaces bâtis intérieurs. L'aménagement intérieur est en lien avec la décoration, le design, l'ergonomie et l'architecture. 
Cette discipline concerne aussi bien :
- Les immeubles d'habitation, de bureau, d'ateliers ou industriels.

## En Europe

### En France
Cet emploi est accessible avec plusieurs formations sanctionnées par diplôme d'État en France, notamment Architecte d'intérieur - Designer d'espace
Code de la fiche RNCP : 34456. Cette certification professionnelle est un niveau 7, ce qui signifie que c'est un Bachelor niveau master. En revanche, le retour à l'emploi de ce métier ne permet pas de le qualifier comme métier en tension avec 
8780 demandeurs d'emploi pour seulement 4180 offres en France 4e trimestre 2023.